# Liubomîrivka, Zhurivka
Liubomîrivka (în ucraineană Любомирівка) este localitatea de reședință a comunei Pravo Jovtnea din raionul Zhurivka, regiunea Kiev, Ucraina.

## Demografie
Componența lingvistică a localității Liubomîrivka
     Ucraineană (96,16%)
     Rusă (2,25%)
     Alte limbi (0,92%)
Conform recensământului din 2001, majoritatea populației localității Liubomîrivka era vorbitoare de ucraineană (96,16%), existând în minoritate și vorbitori de rusă (2,25%).